# Boy Eats Girl
Boy Eats Girl ist eine irische Horrorkomödie von Stephen Bradley aus dem Jahr 2005.

## Handlung
Grace findet bei Putzarbeiten in der örtlichen Kirche die letzte Ruhestätte des „Heiligen Ordens fremder Missionare“. Auf einer Grabstätte liegt das Buch „Brauchtümer des Voodoo“, ihr Blick bleibt auf dem Kapitel „Reanimation“ hängen. Der Pfarrer vertreibt sie aus der geheimen Grabkammer und warnt sie vor dem Buch.
Grace’ Sohn Nathan hat derweil andere Probleme. Hals über Kopf in seine Jugendfreundin Jessica verliebt, holt er sich Rat bei seinen besten Freunden Henry und Diggs. Henry fädelt schließlich ein Rendezvous in einer Hütte ein, doch Jessicas Vater vereitelt den Plan. Enttäuscht zieht Nathan von dannen, als Jessica schließlich doch in der Hütte eintrifft. Dort findet sie nur noch Nathans Liebesbrief. Auf dem Weg zurück wird sie von dem Draufgänger Kenneth mitgenommen, dessen Offerten sie allerdings widersteht. Als Nathan zufällig Jessica in dem Auto sieht, scheint es ihm, als würde sie Kenneth oral befriedigen. Er betrinkt sich schließlich alleine in seinem Zimmer und spielt mit dem Gedanken, Suizid zu begehen. Als er die Schlinge von seinem Hals lösen will, öffnet seine Mutter plötzlich die Tür und Nathan erhängt sich. Voller Panik versucht die Mutter, ihn mit Hilfe des Buches wiederzubeleben. Dies scheint zu gelingen, doch Nathan hat nun schrecklichen Hunger und mutiert langsam zum Zombie.
Bei der abendlichen Schuldisco gerät er in Streit mit Samson, der ihm vorwirft, es mit seiner lasterhaften Freundin Cheryl getrieben zu haben. Während des Kampfes beißt Nathan den Rugby-Star. Schon am nächsten Morgen ist die ganze Stadt infiziert. Grace geht zum Pfarrer, um sich Rat zu holen, aber dieser ist bereits ein Zombie. Im Kampf beißt eine Schlange den Pfarrer und dieser wird wieder normal. Grace macht sich mit der Schlange im Handschuhfach auf den Weg zu ihrem Sohn. Dieser versucht währenddessen Jessica zu retten. Als Nathan, Henry, Diggs und Cheryl von Zombies umringt werden, kommt Jessica mit einem Traktor an und mäht die Zombies nieder. Doch die Gefahr ist nicht gebannt: Die Jugendlichen verstecken sich in einer Scheune und versuchen die restlichen Zombies in Brand zu stecken. Grace kommt mit ihrem Wagen und überreicht Nathan die Schlange. Im anschließenden Finalkampf kann er geheilt die brennende Scheune verlassen und gesteht Jessica endlich seine Liebe. Mit Henry und Diggs verlassen die beiden das Geschehen.

## Hintergrund
Derek Landy hatte das Drehbuch „Zombie Love“ in den 1990ern an Element Films vergeben. Im Januar 2003 fiel es Regisseur Stephen Bradley in die Hände. Die Dreharbeiten liefen bis 2004. Finanziert wurde Boy Eats Girl vom Irish Film Board und der Isle of Man Film Commission. Die Splatter-Effekte wurden von Bob Keen realisiert, der auch schon für den Film Hellraiser – Das Tor zur Hölle die Effekte erstellt hatte.
Der Film wurde vom Irish Film Classification Office zunächst nicht bewertet, da er eine Suizid-Szene beinhaltete. Letztlich musste die Szene aber nicht gekürzt werden und erhielt eine Freigabe ab 15 Jahren.
In Deutschland erschien der Film 2007 als ungekürzte FSK16-Fassung. Es ist jedoch auch eine inhaltsgleiche FSK18-Fassung im Umlauf.

## Kritiken
Ein Jahr vor der Veröffentlichung von Boy Eats Girl erschien die ähnlich gelagerte Horrorkomödie Shaun of the Dead, so dass der Film immer wieder mit diesem Referenzwerk verglichen wurde. Teile des Films sind offensichtlich an Peter Jacksons Braindead angelehnt.

„Wenig origineller Versuch einer Zombie-Komödie im Fahrwasser des Subgenres, der auf bemühte Gags setzt. Überraschend glaubwürdig ist die Zeichnung des irischen Schülermilieus.“